# چانگ‌آن
چانگان یا چانگ‌آن یا چنگ‌آن ( به انگلیسی :  Chang'an )  پایتخت امپراتوری هان بود. چانگان در موقعیت سیاسی بسیار خوبی قرار داشت و فرمانداری‌های ۴ گانه را تحت نظر داشت.چانگ ان با حملهٔ سلسلهٔ ژین نابود شد. امروزه این شهر باستانی با نام شی آن ( Xi'an ) شناخته می شود.
چانگ‌آن نام باستانی شهر شیان است. در این سرزمین از دوران نوسنگی کسانی زندگی می‌کرده‌اند، که طی آن فرهنگ یانگ‌شائو در بانپو، در پیرامون شهر کنونی پدید آمد.
افزون بر این، در همسایگی شمالی شیان امروزی، چین شی هوانگ از دودمان شین، نخستین امپراتور چین، دربار امپراتوری خود را بر پا کرد و آرامگاه بزرگ خود را ساخت که از سوی 
لشکر سفالین نگاهبانی می‌شد.
دودمان چین از پایتخت خود در شیان‌یانگ بر سرزمینی بزرگتر از هر یک از دودمان‌های های پیشین فرمانروایی می‌کرد.
شهر سلطنتی چانگان در زمان دودمان هان در شمال‌باختری شیان امروزی جای داشت. در درازنای فرمانروایی دودمان تانگ، جایی که به نام چانگ‌آن شناخته می‌شد، دربردارنده  بخشی در درون برج‌وباروی شهر شیان در زمان مینگ‌ها و همچنین دربردارنده برخی بخش‌های کوچک در خاور و باختر آن بر‌ج‌وبارو و بخش بزرگی از کناره جنوبی آن بود.
پس چانگ‌آن در زمان دودمان تانگ هشت برابر شیان در زمان دودمان مینگ بود و در همان محلی که این شهر در زمان دودمان‌های سوئی و تانگ جای داشت بازسازی شد.
چانگان در دوران اوج خود یکی از بزرگترین و پرجمعیت‌ترین شهرهای جهان بود. پیرامون سال ۷۵۰ م، چانگان در نوشتجات چینی "شهر میلیونی" نامیده می‌شد که با  برآوردهای امروزی می‌توان گفت نزدیک هشتصدهزار تا یک‌میلیون تن درون دیوارهای شهر می‌زیستند.
بر پایهٔ سرشماری سال ۷۴۲ نگاشته‌شده در کتاب تاریخ تانگ، ۳۶۲۹۲۱ خانواده با ۱۹۶۰۱۸۸ تن در جینگژائو فو (دربردارنده بخش شهری و شهرهای کوچکِ پیرامون بخش شهری) شمارش شدند.